# Eucheira socialis westwoodi
Eucheira socialis westwoodi es una subespecie de mariposa de la familia Pieridae.

## Descripción
Margen costal es casi recto, ápice redondo, margen distal  y anal son convexos. Las alas en su vista dorsal son de fondo de color café. Cabeza, tórax y abdomen de color negro con algunos pelos blancos.  En el margen  costal del ala anterior a la altura de la avena R1 y Sc presenta escamas blancas. En el ala anterior en la región submarginal presenta manchas intervenales de color blanco desde el ápice al torno haciéndose más angostas hacia el torno. En el ala posterior el margen costal es convexo al igual que el distal y ángulo anal casi recto. En la región discal o mediana presenta una banda blanca que se une en el margen anal donde presenta otra banda blanca que inicia en la región basal que ocupa el espacio desde la vena A2, A3 hasta margen anal. Presenta también una serie de manchas blancas  pequeñas (6 en total) intervenales.  En esta subespecie las manchas blancas son de  un blanco más brillante.  En la vista ventral presenta mismo patrón de manchas blancas, sin embargo, el color de fondo es café muy claro con abundantes escamas blancas.  La cabeza en vista dorsal presenta palpos con pelos blancos y negros patas de color negro. Tórax con abundante pelo blanco y en las uniones de las alas pelos anaranjados,  no así en la subespecie nominal que son amarillos. La hembra es similar al macho.

## Distribución
Se encuentra en el noroeste de México, en los estados de Sonora, Sinaloa, Chihuahua y Durango.

## Hábitat
Se le ha reportado en la Reserva de la Biosfera de la Michilia, Durango donde hay varios tipos de vegetación entre los que se encuentra bosque de Pinus, bosque de Pino-Encino, bosque de Quercus, matorral xerófilo, pastizal, vegetación acuática y semiacuática,  y vegetación ribereña.

## Estado de conservación
No está enlistada en la NOM-059, ni tampoco evaluada por la UICN. 